# Juan Carlos Ruiz
Juan Carlos Ruiz (14 de agosto de 1968) é um ex-futebolista boliviano que atuava como defensor.

## Carreira
Juan Carlos Ruiz integrou a Seleção Boliviana de Futebol na Copa América de 1995.